# Pregrada Temze
Pregrada Temze je zložljiv pregradni sistem, zgrajen za zaščito poplavne ravnice večjega dela Londona pred izjemno visokimi plimovanjem in nevihtnimi sunki, ki se dvigajo iz Severnega morja. Deluje od leta 1982. Po potrebi se med plimo zapre (dvigne); ob oseki jo je mogoče odpreti, da se obnovi tok reke proti morju. Zgrajena je približno 3,2 kilometra vzhodno od Isle of Dogs, njen severni breg je v Silvertownu v londonskem okrožju Newham, južni breg pa je na območju New Charlton v kraljevem okrožju Greenwich.

## Zgodovina

### Ozadje
Poplave v Londonu so problem že od rimskih časov. Leta 1954 je odbor Waverley, ustanovljen za preiskavo resne poplave v Severnem morju leta 1953, ki je prizadela dele estuarija Temze in dele Londona, priporočil, da se »kot alternativa dvigovanju brežin upoštevajo možnost in stroški postavitve konstrukcije čez reko Temzo, ki bi lahko bila zaprta zaradi valov, je treba nujno raziskati«. Predloženih je bilo več načrtov, od ogromnega cestnega viadukta z dvema 150 m dolgima zapornicama, ki prečkata Temzo pri Crayfordnessu, do loputnih vrat, ki ležijo v rečni strugi in jih dviguje stisnjen zrak. Do leta 1965, ko je odgovornost prevzel Svet širšega Londona (GLC), sta bili v obravnavi dve veliki shemi, ki sta stali 24 milijonov funtov oziroma 41 milijonov funtov (500 milijonov funtov in 800 milijonov funtov po cenah iz leta 2020).
Leta 1966 so sira Hermanna Bondija prosili, naj zavzame neodvisen pogled na situacijo. Upošteval je predvidene stroške gradnje ter verjetnost poplave in škode, če pregrade ne bi zgradili. Močno je priporočil, da bi bilo treba zgraditi pregrado, da bi se izognili katastrofi poplavljanja osrednjega Londona, in mesto je bilo dogovorjeno v Woolwichu.
Pregrada ščiti osrednji London pred nevihtnim valom, ki nastane, ko se globoka depresija oblikuje severno od Škotske in napreduje čez Severno morje ter jugovzhodno proti južni Skandinaviji. Ko takšen val sovpada z visoko spomladansko plimo, lahko močni vetrovi, povezani z depresijo, vodijo vodo navzgor v estuarij Temze in povzročijo valove visoke do 3,5 metra. Načrtovalci so ocenili, da bi ob odsotnosti ovire tak val lahko poplavil 117 km² površine, onemogočil bolnišnice, elektrarne in londonsko podzemno železnico ter povzročil škodo, ki je bila leta 1966 ocenjena na 2 milijardi funtov. (približno 50 milijard funtov po cenah iz leta 2020). Pregrada je bila zasnovana tako, da zagotavlja zaščito pred poplavami, ki se lahko upre plimi enkrat na 1000 let na osnovni datum leta 2030.

### Projektiranje in gradnja
Koncept dvižnih sektorskih vrat je zasnoval (Reginald) Charles Drapeer. Leta 1969 je iz hiše svojih staršev v Pellatt Groveu, Wood Green v Londonu, izdelal delujoč model. Novi rotacijski cilindri so temeljili na zasnovi pip na njegovem plinskem štedilniku. Pregrado so oblikovali Rendel, Palmer in Tritton za Greater London Council, koncept pa je bil preizkušen na Hydraulics Research Station v Wallingfordu. Lokacija pri New Charltonu je bila izbrana zaradi relativne ravne brežine in ker je bila spodaj ležeča rečna kreda dovolj močna, da je nosila pregrado.
Zakon o pregradi in preprečevanju poplav v Temzi, ki je dovolil gradnjo, je bil sprejet leta 1972. Leta 1974 je GLC sklenil dve glavni pogodbi za gradnjo. Civilno gradnjo je izvajal konzorcij Costain/Hollandsche Beton Maatschappij/Tarmac Construction. Ločena pogodba za vrata in delovne stroje je bila sklenjena s konzorcijem Davy Cleveland Barrier, ki ga je ustanovil Davy McKee Ltd iz Sheffielda in Clevelanda. Bridge UK Ltd.
Dela so se na mestu pregrade začela leta 1974 in so potekala v dveh fazah. Najprej so bili zgrajeni južni stebri (9 do 6), pri čemer je bil rečni promet preusmerjen na severno stran, nato pa promet speljan skozi dokončane južne razpone, medtem ko so bili zgrajeni severni stranski stebri (1 do 5). Med gradnjo stebrov so bili montažni betonski pragovi vgrajeni v koferdam (ograjen prostor, zgrajen znotraj vodnega telesa, ki omogoča izčrpavanje ali odvodnjavanje zaprtega območja) na severni strani reke ter izplavljeni in potopljeni med stebre, da so oblikovali vdolbine vrat, z dostopnimi tuneli na koncih gorvodno in dolvodno.
Vrata pregrade so bila izdelana po delih v tovarni Cleveland Bridge v Darlingtonu in sestavljena v Port Clarence ob reki Tees.:251 Vrata, vratne roke in nihajni nosilci so bili prepeljani iz Teesa v Temzo z baržo in dvignjeni v položaj dveh zelo velikih plavajočih žerjavov, ki ju upravlja Neptun iz Hamburga (zdaj del Smit International).[8] Mehanske in hidravlične stroje so izdelali Davy Loewy, Henry Berry in Vickers, poskusno pa so jih sestavili v Davyjevi tovarni Darnall. Zamude pri gradbenih delih so zahtevale spremembe v zaporedju gradnje in namestitve, vendar je bil zagon razmeroma preprost in prvo poskusno delovanje vseh vrat skupaj je bilo izvedeno 31. oktobra 1982.
Poleg pregrade so dvignili in okrepili zaščito pred poplavami 18 kilometrov navzdol po reki. Pregrado je 8. maja 1984 uradno odprla kraljica Elizabeta II. Pregrada je stala 461 milijonov funtov (zdaj 1,23 milijarde funtov). Skupni stroški gradnje so znašali približno 534 milijonov funtov (1,6 milijarde funtov po cenah iz leta 2016) z dodatnimi 100 milijoni funtov za obrambo reke.
Pregrada, zgrajena čez 520 metrov širok odsek reke, deli reko na štiri 61-metrske in dva približno 30-metrska plovna razpona. Med devetimi betonskimi stebri in dvema stebroma so tudi štirje manjši neplovni kanali. Poplavna vrata čez odprtine so krožni segmenti v prečnem prerezu in delujejo tako, da se vrtijo, dvignjena, da omogočijo »spodnje razlitje«, da operaterjem omogočijo nadzor ravni navzgor in popolno vrtenje za 180 stopinj za vzdrževanje. Vsa vrata so votla in izdelana iz jekla debeline do 40 milimetrov. Vrata so napolnjena z vodo, ko so potopljena, in prazna, ko pridejo iz reke. Štiri velika osrednja vrata so visoka 20,1 metra in tehtajo 3700 ton vsaka. Štiri radialna vrata ob rečnih bregovih, široka tudi približno 30 metrov, se lahko spustijo. Te odprtine za vrata, za razliko od glavnih šestih, niso plovne.

### Napovedi za delovanje
Zaprtje protipoplavne pregrade Temze se sproži, ko kombinacija napovedanega visokega plimovanja v Severnem morju in visokih rečnih tokov na meji plimovanja pri Teddington Locku kaže, da bi gladina vode v središču Londona presegla 4,9 m. Čeprav Teddington označuje normalno mejo plimovanja, je v obdobjih zelo visokega fluvialnega pretoka vpliv plimovanja mogoče opaziti daleč gorvodno do East Moleseyja na Temzi.

## Zaprtje ovir in incidenti
Od novembra 2023 je bilo 209 protipoplavnih zapor. Pregrada je bila dvakrat zaprta 9. novembra 2007 po neurju v Severnem morju, ki so ga primerjali s tistim iz leta 1953. Glavna nevarnost poplav zaradi valov je bila na obali nad pregrado Temze, kjer so potekale evakuacije, vendar so vetrovi nekoliko pojenjali in na pregradi Temze nevihtni val 9. novembra 2007 ni popolnoma sovpadal z visoko plimo.
20. avgusta 1989, nekaj ur po nesreči ladje Marchioness, je bila pregrada zaprta pred spomladansko plimo za 16 ur, »da bi pomagala pri potapljanju in reševanju«.
Pregrada je preživela 15 trkov ladij brez resnih poškodb.
27. oktobra 1997 je bila pregrada poškodovana, ko je bager MV Sand Kite v gosti megli trčil v enega od opornikov. Ko se je ladja začela potapljati, je odvrgla svoj 3300-tonski tovor agregata in se končno potopila za premec na vrhu ene od vrat pregrade, kjer je ležala več dni. Sprva vrat ni bilo mogoče zapreti, saj so bila prekrita z debelo plastjo gramoza. Dolgoročnejša težava je bila prezgodnja izguba barve na ravni strani vrat zaradi obrabe. Plovilo je bilo sredi novembra 1997 ponovno naplavljeno.
Letno popolno zaprtje testiranja v letu 2012 je bilo predvideno za 3. junij, da bi sovpadalo s tekmovanjem v Temzi ob praznovanju diamantnega jubileja Elizabete II. Agencija za okolje je dejala, da je tekmovanje zagotovilo »edinstveno priložnost, da preizkusimo njegovo zasnovo za daljše obdobje, kot bi ga običajno lahko« in delovanje v pogojih »višjega vodostaja gorvodno kot dolvodno«; tudi, da bodo »stabilnejši pogoji plimovanja … v središču Londona … pomagali plovilom, ki sodelujejo«.

## Lastništvo in pristojnost poslovanja
Pregrado je prvotno naročil Svet širšega Londona pod vodstvom Raya Hornerja. Po ukinitvi GLC leta 1986 ga je zaporedoma upravljala Uprava za vode Temze (razpuščena 1989) in nato Državna uprava za reke do aprila 1996, ko je prešla na Agencijo za okolje.

## Prihodnost
Pregrada je bila prvotno zasnovana za zaščito Londona pred zelo visoko stopnjo poplav (z ocenjeno povratno dobo sto let) do leta 2030, nato pa bi se zaščita zmanjšala, medtem ko bi ostala v sprejemljivih mejah. V času izgradnje je bila predvidena uporaba pregrade 2–3 krat letno. Do sredine leta 2000 je deloval 6-7-krat na leto. V letih 2010 je bila pregrada na splošno (kot mediana) zaprta dvakrat na leto, vendar je povprečje še vedno 6–7 zaradi skrajnega 50-krat v letih 2013–14.
Ta obrambna stopnja je omogočila dolgoročne spremembe gladine morja in kopnega, kot so razumeli v tistem času (ok. 1970). Od leta 1982 do 19. marca 2007 je bila pregrada stokrat dvignjena, da bi preprečila poplave. Prav tako se dvigne mesečno za testiranje s popolnim zaprtjem testa ob plimi enkrat letno.
Študija štirih akademikov, ki je bila objavljena leta 2005, je vsebovala predlog, da bi pregrado Temze nadomestili z bolj ambiciozno 16 km dolgo pregrado čez estuarij Temze od Sheernessa v Kentu do Southend-on-Seaja v Essexu.
Novembra 2011 je bila kot del vizije integrirane infrastrukture Thames Hub predlagana nova pregrada Thames Barrier, nižje pri Lower Hope med East Tilburyjem v Essexu in Cliffejem v Kentu. Pregrada bi vključevala turbine za pridobivanje obnovljive energije in vključevala cestne in železniške predore, ki bi zagotavljali povezave od Essexa do velikega novega letališča v ustju Temze na otoku Grain.
V pismu The Timesu iz januarja 2013 je nekdanji član skupine za upravljanje projekta pregrade Temze, dr. Richard Bloore, izjavil, da ni bila zasnovana z mislijo na povečano nevihto in dvig morske gladine, in pozval k preučitvi nove pregrade takoj. Agencija za okolje je odgovorila, da pregrade Temze ni nameravala zamenjati pred letom 2070, saj je bila zasnovana z dovoljenjem za dvig morske gladine 8 mm na leto, kar se v vmesnih letih ni zgodilo. Takrat je bila pregrada približno na polovici predvidene življenjske dobe. Standard zaščite, ki ga zagotavlja, se bo po letu 2030 postopoma zmanjševal, od dogodka 1 na 1000 let. Agencija za okolje preučuje pregrado Temze glede njene potencialne načrtovane življenjske dobe pod podnebnimi spremembami, pri čemer zgodnji znaki kažejo, da bo ob ustreznih spremembah pregrada Temze sposobna stalno ščititi London pred dvigom morske gladine.
Arhitekti Lifschutz Davidson Sandilands in pomorski inženirji Beckett Rankine so predstavili predlog za most za pešce in kolesarje ob pregradi Temze; shema, imenovana Thames Barrier Bridge, je bila promovirana kot edina lokacija v vzhodnem Londonu, kjer bi lahko imel most z nizkimi odprtinami čez Temzo razmeroma zmerne razpone odprtin približno 60 m.

## Galerija
- Ena od vrat v spodnjem delu
- Thames Barrier Opornik 6
- Vzdrževanje vrat
- Vzdrževanje od blizu
- Pogled z zraka na pregrado (spuščeno)